# Kromatofora
Kromatofore so pigmentne in odsevne celice, ki se nahajajo v dvoživkah, ribah, plazilcih, rakih in glavonožcih. V glavnem so odgovorne za barvo kože in oči v hladnokrvnih (poikilotermnih) organizmih, nastanejo pa iz celic nevralnega grebena med razvojem. Razvite kromatofore delimo glede na barvo oziroma barvni odtenek, ki je vidna pod belo svetlobo, in sicer na ksantofore (rumene), eritrofore (rdeče), iridofore (odsev svetlobe/iridescenca), levkofore (bele), melanofore (črne/rjave) in cianofore (modre). Termin se lahko nanaša tudi na obarvane, z membrano obdane vezikle v nekaterih fotosintetskih bakterijah, imenovanih klorosomi, ter na obarvane plastide v rastlinah, tj. na kloroplaste in kromoplaste, in vakuole, v katerih so shranjeni antociani, ki dajejo cvetovom rdečo, modro in vijolično barvo.
Nekatere vrste organizmov lahko naglo spremenijo barvo preko mehanizmov, ki premestijo pigmente v drugi prostor (tj. translocirajo pigmente) in spremenijo položaj odsevnih plošč v okviru kromatofor. Sprememba barve je eden od tipov kamuflaže. Glavonožci, kot so hobotnice, dosežejo to preko kompleksnih kromatofornih organov, ki jih nadzorujejo s pomočjo mišic, medtem ko vretenčarji, kot so kameleoni, dosežejo to preko celične signalizacije, ki je pod nadzorom živčevja (tj. živčnih prenašalcev oz. nevrotransmiterjev) ali hormonov, sprožilni dejavniki pa so lahko sprememba razpoloženja in/ali temperature, stres ali pa vidne spremembe v okolju.
Za razliko od hladnokrvnih organizmov je pri toplokrvnih (homeotermnih) organizmih prisoten le eden tip celic, podoben melanoforam, in sicer melanociti. Trenutno potekajo potekajo raziskave za praktično uporabo melanofor, med drugim tudi za razumevanje človeških bolezni in kot sredstvo za razvoj novih zdravil.

## Etimologija
Izraz izhaja iz grških besed starogrško χρωμα: khrōma - barva ter starogrško φορος: phoros - nositi. V nasprotju s tem se beseda kromatocit (iz starogrško κυτε: cyte - celica) nanaša na pigmentne celice, ki se nahajajo v ptičih in sesalcih, kot je npr. melanocit.

## Zgodovina
Pigmentne celic pri nevretenčarjih so bile prvič opisane v italijanski znanstveni reviji leta 1819 pod izrazom chromoforo. Pozneje se bile tovrstne celice v vretenčarjih in glavonožcih poimenovane kot kromatofore. Šele v 60-ih letih prejšnjega stoletja sta postali struktura in barvni mehanizem kromatofor dovolj raziskani za razvrstitev v razrede glede na njihovo barvo. Kljub temu bi morda bila primernejša razvrstitev glede na biokemijski vidik samih pigmentov zaradi boljšega razumevanja delovanja tovrstnih celic.

## Razvrstitev kromatofor
Pigmenti se v glavnem delijo na biokrome in shemokrome. Biokromi zajemajo prave pigmente, kot so karotenoidi in pteridini. Le-ti selektivno absorbirajo dele vidne svetlobe in odbijajo druge dele spektra, ki ga zazna oko. Shemokromi so odgovorni za t. i. strukturno obarvanje, pri čemer je zaznana barva posledica interference svetlobe zaradi same notranje strukture snovi.
Medtem ko vse kromatofore vsebujejo pigmente oz. odsevne strukture (razen v primeru mutacij, kot je albinizem), po drugi strani vse pigmentne celice niso kromatofore. Primer slednjih so eritrociti, pri katerih je za rdečo barvo odgovoren hemoglobin (oz. njegova prostetična skupina hem): glavni namen hemoglobina namreč ni dajanje barve organizmu, pač pa prenos kisika (O2) po krvi, poleg tega pa eritrociti nastajajo iz kostnega mozga skozi vso življenje organizma in se tako ne razvijejo iz celic nevralnega grebena med razvojem. Iz teh razlogov se eritrocite ne uvršča med kromatofore.

### Ksantofore in eritrofore
Kromatofore z velikimi količinami pteridinov, ki dajejo rumeno barvo, se imenujejo ksantofore (grško starogrško ξανθος: xanthos - rumeno), tiste z velikimi količinami karotenoidov, ki dajejo rdečo oz. oranžno barvo, pa eritrofore (gr. erythros - rdeče). Raziskave so pokazale, da so včasih vezikli, ki vsebujejo karotenoide in pteridine, prisotni v isti celici, in da je tako barva odvisna od količinskega razmerja med enim in drugim pigmentom. S tega vidika je delitev teh tipov kromatofor v osnovi subjektivna.
Sposobnost sinteze pteridinov iz gvanozin trifosfata (GTP) je lastnost večine kromatofor, kljub temu pa v ksantoforah po vsej verjetnosti potekajo dodatni presnovni (metabolni) procesi, katerih rezultat je kopičenje rumenega pigmenta. V nasprotju s tem so karotenoidi metabolizirani iz zaužite hrane in prenešeni v eritrofore. To dokazuje poskus, pri katerem so bile normalno zelene žabe hranjene s hrano brez karotenoidov. Rezultat tega je bilo pomanjkanje pigmentov v eritroforah, posledično pa so žabe čez čas postale modro obarvane.

### Iridofore in levkofore
Iridofore ali gvanofore so pigmentne celice, ki odbijajo svetlobo s pomočjo kristalnih plošč iz gvanina. Pri osvetlitvi proizvajajo iridescenčne barve zaradi razklona svetlobe med ploščami, ki so naložene ena na drugo. Položaj shemokroma tako določa barvo oz. barvni odtenek, ki jo oko zazna. Preko uporabe biokromov kot barvnih filtrov lahko iridofore ustvarijo optični fenomen, t. i. Tyndallov pojav ali Rayleighovo sipanje, kar v končni fazi ustvari svetlo modro ali zeleno svetlobo.
Soroden tip kromatofor, levkofore (gr. starogrško λευκός: leukos - belo), je prisoten pri nekaterih ribah v tapetum lucidum, sloju tkiva za ali pred mrežnico, ki odbija vidno svetlobo nazaj k mrežnici in tako omogoča »nočno gledanje« v slabo osvetljenih prostorih. Tako kot pri iridoforah so tudi tukaj prisotni kristalizirani purini (najpogosteje gvanin), ki odbijajo svetlobo. Za razliko od prvih so kristali v levkoforah bolj organizirani, kar zmanjša razklon svetlobe in tako odbija bolj ali manj belo svetlobo. Tako kot pri ksantoforah in eritroforah je tudi v tem primeru razlikovanje med iridiforami in levkoforami včasih težavno, vendar v splošnem velja, da iridofore proizvajajo iridescenčne ali kovinske barve, pri levkoforah pa je odbita svetloba belkaste barve.

### Melanofore
Melanofore vsebujejo evmelanin (tip melanina, ki daje črno ali temno rjavo barvo), ki je shranjen v veziklih, imenovanih melanosomi, ti pa so razporejeni po celotni celici. Evmelanin nastane iz tirozina preko zaporedja kemičnih reakcij. Ključni encim pri sintezi melanina je tirozinaza, zato lahko mutacije gena, ki nosi zapis za ta encim, povzročijo določene tipe albinizma. Pri nekaterih vrstah dvoživk so poleg evmelanina prisotni tudi drugi pigmenti. Primer tega so žabe rodu Phyllomedusa, pri katerih je bil odkriti sprva neznani temno oz. vinsko rdeči pigment. Pozneje je bil pigment identificiran kot pterorodin, pteridinski dimer, ki se kopiči okoli evmelaninskega jedra. Pigment je sicer prisoten tudi pri raznih vrstah drevesnih žab v Avstraliji in Papua Novi Gvineji, kljub temu pa za večino melanofor še vedno velja, da vsebujejo samo evmelanin.
Pri človeku je prisoten le en tip sorodnih pigmentnih celic, tj. melanociti. Zaradi velikega števila ter velikega kontrasta in s tem lažjega opazovanja so melanofore najbolj raziskani tip kromatofor. Obstajajo določene razlike med melanoforami in melanociti, saj lahko npr. melanociti sintetizirajo poleg evmelanina tudi feomelanin, ki svetlejši, rumenkastordeč in vsebuje žveplo.

### Cianofore
Leta 1995 je bilo dokazano, da pri nekaterih ribah vrste Siniperca chuatsi za modro barvo niso odgovorni shemokromi, pač pa modri biokromi z neznano kemično sestavo, odkriti pa so bili tudi v veziklih pri ribah družine Callionymidae. Zaradi tega je bil predlagan novi tip kromatofor, tj. cianofore (gr. starogrško κύανoς: kýanos - modro). Kljub temu je ta modri pigment redek pri živalih, saj je za pojav modre barve odgovorno večinoma strukturno obarvanje. Domnevano je, da se pigment nahaja tudi pri drugih vrstah rib in dvoživk, kot so žabe strupene puščice (npr. azurna podrevnica) ter »steklene žabe« (družina Centrolenidae).

## Translokacija pigmentov
Večina vrst ima sposobnost translokacije (premestitve) pigmenta znotraj kromatofor, posledica česar je vidna sprememba barve. Proces, ki ga imenujemo fiziološka sprememba barve, je najbolj raziskan pri melanoforah, saj je melanin najtemnejši in zato najopaznejši pigment. Pri organizmih s tanko usnjico (dermisom) so melanofore pogosto ploščate oblike in pokrivajo veliko površino. Pri organizmih z debelejšo usnjico, kot so odrasli plazilci, tvorijo melanofore običajno trirazsežnostne strukture z drugimi kromatoforami, t. i. dermalne kromatoforne enote (angleško Dermal Cromatophore Unit, DCU). Le-te so sestavljene iz povrhnje ležečih ksantofor ali eritrofor, sledi plast iridofor, najglobje pa ležijo melanofore v obliki košaric, katerih izrastki prekrivajo plast iridofor.

Oba tipa kožnih melanofor sta pomembna za fiziološko spremembo barve. Ploščate melanofore pogosto prekrivajo druge kromatofore, tako da je barva kože v primeru razpršitve (disperzije) evmelanina po celicah temna, v primeru agregacije proti sredini celic pa so izpostavljeni pigmenti v spodaj ležečih kromatoforah, kar da koži določeno svetlo barvo. Podoben mehanizem je prisoten pri DCU, kjer je pri agregaciji evmelanina barva kože npr. zelena zaradi kombinacije ksantofor in iridofor, ob disperziji pa zaradi zatemnitve iridofor ne more pride do razklona svetlobe, zaradi česar postane koža temnejša. Glede na to, da so tudi druge kromatofore z biokromi sposobne translokacije pigmentov, lahko živali s kombiniranjem le-teh ustvarijo različne palete barv kože, kar jim omogoča boljše zlitje z okolico. 
Nadzorni mehanizmi nagle translokacije so dobro raziskani pri številnih organizmi, predvsem pri dvoživkah in žarkoplavutaricah podrazreda Teleostei. Proces je lahko pod nadzorom živčevja, endokrinega sistema oz. hormonov ali pa obeh. Znani živčni prenašalec (nevrotransmiter) je noradrenalin, ki se veže na adrenoreceptorje na površju melanofor, glavni hormoni pa so melanokortin, melatonin in melanocite koncentrirajoči hormon (MCH), ki jih izločajo po vrstnem redu adenohipofiza, češerika in hipotalamus. Te hormone lahko kožne celice izločajo parakrino, tj. v neposredno okolico. Hormoni aktivirajo specifične z G proteinom sklopljene receptorje, ki nato prevajajo signal v celico; melanokortini povzročijo razpršenje pigmenta, medtem ko melatonin in MCH povzročita njegovo agregacijo.
Pri ribah in žabah so bili odkriti števili receptorji za omenjene hormone, med drugim tudi homolog receptorja za melanokortin 1 (MC1R), ki je pri človeku udeležen pri uravnavanju barve kože in las; pri pravih krapovcih vrste Danio rerio je bilo dokazano, da je MC1R neizogibno potreben za razpršenje evmelanina. Vlogo sekundarnega obeščevalca ima ciklični adenozinmonofosfat (cAMP), ki v končni fazi aktivira določene proteine, kot je protein kinaza A, ti pa potem vplivajo na molekularne motorje (npr. na miozine), ki prenašajo pigmentne vezikle po mikrotubulih in mikrofilamentih.

## Kromatofore glavonožcev
Glavonožci podrazreda Coleoidea imajo kompleksne večcelične »organe«, ki služijo nagli spremembi barve, kar je najbolj opazno pri svetlo obarvanih lignjih, sipah in hobotnicah. Vsaka kromatoforna enota je sestavljena iz ene kromatofore ter iz številnih mišičnih, živčnih, nevroglialnih in krovnih celic. Znotraj kromatofore se pigmentna zrnca (granule) nahajajo v elastični vrečki, imenovani citoelastična vrečica (sakulus). Za spremembo barve žival spremeni obliko ali velikost vrečice s pomočjo krčenja mišic, posledično pa se spremeni njena prosojnost, odbojnost ali motnost. Tovrstni mehanizem se od translokacije pigmentov razlikuje v tem, da se se spremeni samo oblika ali velikost vrečice, v kateri se nahaja pigment, končni rezultat pa je praktično enak.
Aktivacija kromatofor pri hobotnicah poteka v kompleksnem zaporedju v valovih. Domnevano je, da ležijo jedra živcev v možganih v podobnem zaporedju kot kromatofore, ki jih oživčujejo, kar pomeni, da vzorec spremembe barve ustreza vzorcu aktivnosti živcev. Tako kot pri kameleonih je fiziološka sprememba barve pri glavonožcih pomembna za socialno interakcijo, poleg tega pa so razvili izjemno precizen način kamuflaže, tako v smislu barve kot tudi vzorcev okolja.

## Embrionalni razvoj kromatofor
Med razvojem vretenčarjev so kromatofore eden od mnogih tipov celic, ki se razvijejo iz nevralnega grebena oz. nevralne letvice, tj. parnega stebrička nevroektodermalnih celic med nevralno cevjo in ektodermom. Te celice imajo sposobnost daljših migracij, kar jim omogoča naselitev v oddaljene organe, med drugim v kožo, oko, uho in možgane. Kromatoblasti zapuščajo nevralni greben v valovih po dveh poteh, in sicer bodisi po dorzolateralni poti, ki vstopa v ektoderm skozi majhne luknje v bazalni lamini, bodisi po ventromedialni poti, ki vodi med somiti in nevralno cevjo. Izjema so le melanofore v pigmentnem skladu mrežnice (stratum pigmentosum), ki pa izvirajo iz nevralne cevi, natančneje iz stranske ugreznitve stene diencefalona, ki se imenuje očesni mehurček; distalni del mehurčka se preoblikuje v očesno čašo, iz zunanje plasti le-te pa potem nastane pigmentni sklad.
Kdaj in kako se multipotentni kromatoblasti razvijejo v različne podtipe je še vedno predmet raziskav. Pri zarodkih pravih krapovcev je npr. že znano, da se pri zarodkih (embrijih) v treh dneh po oploditvi (fertilizaciji) pojavijo že vsi trije tipi kromatofor, ki so prisotni v odraslih osebkih, tj. melanofore, ksantofore in iridofore. Za diferenciacijo so pomembni določeni transkripcijski faktorji, kot so kit, SOX10 in mitf; mutacije teh beljakovin privedejo do lokalne ali popolne odsotnosti kromatofor, posledično pa se pojavi levcizem.

## Vedenjska ekologija
Večina rib, plazilcev in dvoživk s kromatoforami ima omejeno sposobnost fiziološke spremembe barve kot odziv na spremembo v okolju. Pri tovrstnem tipu kamuflaže postane barva kože bolja ali manj svetla, s čimer posnema barvni odtenek neposredne okolice. Odvisna je od vidne zaznave, kar pomeni, da mora žival najprej videti okolico, da se lahko nanjo prilagodi, poleg tega pa je translokacija evmelanina eden od pomembnih dejavnikov pri tem procesu. Kameleoni ter anoli (družina Polychrotidae) so razvili veliko bolj precizen način nagle fiziološke spremembe kot pa preprosto posnemanje okolice, in sicer kot odziv na spremembe temperature, razpoloženja, stresa in socialnih dejavnikov. Pri kameleonih je pomembno poudariti, da se je v evolucijskem smislu proces po vsej verjetnosti razvil zaradi socialne interakcije med osebki in ne za namen kamuflaže, kar je sicer splošno sprejeta teorija. Po drugi strani se je pri živalih, kot so sipe, proces razvil zaradi obrambe pred plenilci (predatorji).

## Praktična uporaba
Poleg bazičnega raziskovanja za boljše razumevanje samih kromatofor so celice uporabljene za aplikativne raziskave. Primer slednjega je npr. raziskovanje organizacije in medsebojne komunikacije kromatofor pri ličinkah (larvah) pravih krapovcev, katere končni rezultat so vzorci v obliki vodoravnih črt pri odraslih osebkih, saj omogoča boljše razumevanje nastajanja vzorcev z vidika evolucijske razvojne biologije. Omogoča tudi boljši vpogled v določena stanja ali bolezni pri človeku, kot sta melanom in albinizem; primer tega je gen Slc24a5 pri pravih krapovcih, ki je prisoten tudi pri človeku in je pomemben za barvo kože.
Sestavine kromatofor so pogosto uporabljene kot biološki označevalec (biomarker) pri hladnokrvnih živalih, saj imajo živali z močno okrnjeno sposobnostjo spremembe barve tudi določene okvare vida. Domnevano je, da so človeški homologi receptorjev, ki posredujejo pri translokaciji pigmentov v melanoforah, udeleženi v procesih, kot je zaviranje apetita in porjavitev kože, zaradi česar so primerna tarča raznih zdravil. V ta namen so bili razviti testi biološke vsebnosti, s katerimi se lahko odkrije potencialne biološko aktivne snovi preko melanofor iz žab vrste Xenopus laevis, po drugi strani pa so bile razvite tehnike za uporabo melanofor kot biosenzorjev, ter za hitro odkrivanje bolezni, kar temelji na dejstvu, da pertuzijski toksin (PT) blokira agregacijo pigmenta v melanoforah rib. Predlagana je bila tudi vojaška uporaba kromatofor v smislu »aktivne kamuflaže«, tj. tehnologije stealth.

## Bakterije
Pod izrazom kromatofore lahko obravnavamamo z membrano obdane vezikle v fototrofnih bakterijah, v katerih poteka fotosinteza, vsebujejo pa bakterioklorofil in karotenoide. Pri škrlantnih žveplenih bakterijah so fotosistemi (beljakovinski kompleksi s pigmenti) prisotni v kromatofornih membranah, pri zelenih žveplenih bakterijah pa so organizirani v t. i. klorosome.